# Iide
Iide (飯豊町?) è una cittadina giapponese della prefettura di Yamagata.